# Forma segue a função
A forma segue a função, ou form follows function, é um princípio do design funcionalista associado à arquitetura e design moderno do século XX. É também uma célebre frase proferida pelo arquiteto protomoderno Louis Sullivan, cuja influência na arquitetura moderna foi considerável.
No contexto das profissões ligadas ao projeto, a forma segue a função parece expressar um claro bom senso. Ou seja, para atender às necessidades gerais da sociedade, o projetista deve configurar a forma a partir da função específica do objeto a ser produzido. De uma certa maneira, a visão funcionalista pode libertar a forma de uma miopia projetual, mas pode também, em uma análise mais atenta, ser um princípio problemático.

## Em design
Ao final da década de 1910 o princípio forma segue a função e a crítica ao ornamento  foram adotados por designers e aplicados aos projetos de design moderno, a escola de design Bauhaus teve grande influência nesse sentido.
No início desse processo o funcionalismo foi muito importante para afastar conceitos antiquados sobre a forma e desenvolver uma estética compatível com a indústria em geral. Mas as formas foram tão refinadas e purificadas que acabaram sendo "desumanizadas", toda identificação de individualidade fora despida dos objetos, mantendo-se apenas um estilo formal modernista. Talvez isso seja especialmente verdadeiro na Escola de Ulm, que adotou um extremo funcionalismo, onde a metodologia de design pode ter se tornando mais ideológica do que prática.
O problema é que muitos interpretaram o princípio funcionalista como um tentativa de se configurar as formas ou metodologias ideais para se projetar. Mas nos últimos anos esse projeto moderno foi severamente criticado por designers procurando uma visão mais plural e relativista sobre o design.
Embora possamos perceber uma superação desses exageros funcionalistas no design contemporâneo, o princípio funcionalista moderno continua influenciando a indústria até hoje. E isso talvez aconteça, não por uma imposição ideológica, mas porque, o princípio do design funcionalista continua se realizando plenamente em alguns setores.

## Origem
O arquiteto Louis Sullivan cunhou o lema, que resume as teorias de Viollet-le-Duc:
Citação: uma estrutura racionalmente concebida pode não ser necessariamente bela, mas nenhum edifício pode ser belo se não tiver uma estrutura racionalmente concebida.
O lema é frequentemente atribuído erradamente ao escultor Horatio Greenough (1805-1852), cujo pensamento precede em grande parte a abordagem funcionalista posterior à arquitetura. Os escritos de Greenough foram amplamente esquecidos durante muito tempo e só foram redescobertos na década de 1930. Em 1947, foi publicada uma seleção dos seus ensaios como Form and Function: Remarks on Art by Horatio Greenough. A primeira formulação da ideia como "na arquitetura só existe aquilo que tem uma função definida" não pertence a um arquiteto, mas a um monge Carlo Lodoli (1690-1761), que pronunciou a frase inspirado pelo pensamento positivista (publicado pelo seu aluno Francesco Algarotti em 1657).
Sullivan era um contemporâneo muito mais novo de Greenough e admirava pensadores racionalistas como Thoreau, Emerson, Whitman e Melville, tal como o próprio Greenough. Em 1896, Sullivan cunhou a frase num artigo intitulado "The Tall Office Building Artistically Considered", embora mais tarde tenha atribuído a ideia central ao arquitecto, engenheiro e autor romano Marcus Vitruvius Pollio, que primeiro declarou no seu livro De architectura que uma estrutura deve exibir as três qualidades de firmitas, utilitas, venustas - ou seja, deve ser sólida (estável), útil e bela.
Sullivan escreveu de facto "a forma segue sempre a função", mas a frase mais simples e menos enfática é a mais sobejamente recordada. Para Sullivan, esta era uma sabedoria destilada, um credo estético, a única "regra que não admite exceções". A citação completa é:

—  Quer se trate da águia no seu voo, ou da flor de macieira aberta, do cavalo de batalha trabalhador, do cisne alegre, do carvalho ramificado, do riacho sinuoso na sua base, das nuvens à deriva, acima de todo o sol que corre, a forma segue sempre a função, e esta é a lei. Onde a função não se altera, a forma não se altera. As rochas graníticas, as colinas sempre pensativas, permanecem durante eras; o relâmpago vive, ganha forma e morre num ápice.

É a lei que impregna todas as coisas orgânicas e inorgânicas, de todas as coisas físicas e metafísicas, de todas as coisas humanas e de todas as coisas sobre-humanas, de todas as verdadeiras manifestações do pensamento, do coração, da alma, que a vida seja reconhecível na sua expressão, que a forma siga sempre a função. Essa é a lei.
!!Whether it be the sweeping eagle in his flight, or the open apple-blossom, the toiling work-horse, the blithe swan, the branching oak, the winding stream at its base, the drifting clouds, over all the coursing sun, form ever follows function, and this is the law. Where function does not change, form does not change. The granite rocks, the ever-brooding hills, remain for ages; the lightning lives, comes into shape, and dies, in a twinkling.
It is the pervading law of all things organic and inorganic, of all things physical and metaphysical, of all things human and all things superhuman, of all true manifestations of the head, of the heart, of the soul, that the life is recognizable in its expression, that form ever follows function. This is the law.

Sullivan desenvolveu o formato do arranha-céus de aço em Chicago, no final do século XIX, numa época em que a tecnologia, o gosto e as forças económicas estavam a convergir e a tornar necessário romper com os estilos estabelecidos. Se a forma do edifício não fosse escolhida a partir do antigo livro de padrões, algo teria de determinar a forma e, segundo Sullivan, seria esse o propósito do edifício. Assim, "a forma segue a função", em vez de "a forma segue o precedente". O assistente de Sullivan, Frank Lloyd Wright, adotou e professou o mesmo princípio de uma forma ligeiramente diferente.